# Ward Rock
Ward Rock är en kulle i Antarktis. Den ligger i Östantarktis. Australien gör anspråk på området. Toppen på Ward Rock är 513 meter över havet.
Terrängen runt Ward Rock är platt åt sydost, men åt nordväst är den kuperad. Trakten är obefolkad. Det finns inga samhällen i närheten. 